# Nicke Nyfiken
Nicke Nyfiken (engelska: Curious George) är en fiktiv apa, som förekommer i en rad barnböcker av H.A. Rey och Margret Rey. Hans bästa vän är "Mannen med den gula hatten" (i långfilmen från 2006 kallad Ted). Nicke lyckas alltid ställa till det, men allt ordnar sig alltid till slut.
Nicke Nyfiken debuterade 1939 i Cecily G. and the Nine Monkeys och den första Nicke Nyfiken-boken gavs ut 1941.

## Böcker
- Nicke Nyfiken (Curious George) (översättning Marianne Lindgren, Rabén & Sjögren, 1941)
- Nicke Nyfiken får en cykel (Curious George rides a bike) (översättning Marianne Lindgren, Rabén & Sjögren, 1957)
- Nicke Nyfiken får ett jobb (Curious George takes a job) (Rabén & Sjögren, 1959)
- Nicke Nyfiken på rymdfärd (Curious George gets a medal) (översättning Ingrid Norrman, Rabén & Sjögren, 1967)
- Nicke Nyfiken på sjukhus (Curious George goes to the hospital) (översättning Gallie Eng, Rabén & Sjögren, 1969)
- Nicke Nyfiken på cirkus (Curious George goes to the circus) (översättning Susanna Hellsing, Rabén & Sjögren, 1986)
- Nicke Nyfiken åker kälke (Curious George goes sledding) (översättning Stella Bonow-Hathorn, Citadell, 1987)
- Nicke Nyfiken och sandbilen (Curious George and the dump truck) (översättning Stella Bonow-Hathorn, Citadell, 1987)
- Nicke Nyfiken flyger drake (Curious George flies a kite) (översättning Stella Bonow-Hathorn, Rabén & Sjögren, 1997)

## Filmatiseringar
Flera animerade filmer baserade på böckerna om Nicke Nyfiken har gjorts, Nicke Nyfiken (2006), Nicke Nyfiken 2 (2009), Nicke Nyfiken 3 (2015), Nicke Nyfiken: Kunglig apa (2019), Nicke Nyfiken 5: Go West, Go Wild (2020), samt Curious George: Cape Ahoy (2021). 
År 2006 skapades även en animerad TV-serie, Nicke Nyfiken. I den svenska versionen bidrar Wille Crafoord med text och sång. Sammanhörande med TV-serien gjordes tre filmer: En apkul jul (A Very Monkey Christmas, 2009), Nicke Nyfiken välkomnar våren (Curious George Swings Into Spring, 2013) och Nicke Nyfiken firar Halloween (Halloween Boofest, 2013).

## Datorspel i urval
- Lek med Nicke Nyfiken (1996)

## Fotnoter
1. ↑  ”Shrekregissör gör Nicke Nyfiken”. Bohusläningen. 9 augusti 2016. http://www.bohuslaningen.se/kultur-n%C3%B6je/shrek-regiss%C3%B6r-g%C3%B6r-nicke-nyfiken-1.3635965. Läst 18 augusti 2016.